# Wyndham Beawes
Wyndham Beawes (fl. XVII secolo) è stato un imprenditore e diplomatico inglese del XVII secolo.

Lex mercatoria rediviva, 1783 (Fondazione Mansutti, Milano).

Dopo aver iniziato come commerciante, divenne console britannico a Siviglia. Beawes è noto per la sua opera enciclopedia, simile al precedente Dictionnaire de Commerce di Jacques Savary des Brûlons. Il suo lavoro, la Lex mercatoria rediviva del 1752 tratta il diritto commerciale dell'epoca, raccogliendo una serie di leggi e regolamenti da tutti gli Stati del XVIII secolo. Nonostante l'enciclopedia sia pensata per i lettori inglesi, fa riferimento anche alle norme delle colonie dell'America settentrionale, dei Caraibi, del Brasile, del Levante, dell'Africa, dell'Indonesia e del Giappone. Il testo è un riferimento importante per la storia del commercio. La seconda edizione include anche la legislazione britannica posteriore alla prima pubblicazione, curata da Thomas Mortimer.